# Qatar ExxonMobil Open
A Qatar ExxonMobil Open minden év januárjában megrendezett tenisztorna férfiak számára Dohában, Katar fővárosában.
Az ATP 250 Series tornák közé tartozik, összdíjazása 1 283 855 dollár. A versenyen 32 versenyző vehet részt.
A mérkőzéseket szabadtéri, kemény borítású pályákon játsszák 1993 óta.

## Döntők

### Egyéni
| Év   | Győztes             | Ellenfél            | Eredmény              |
| ---- | ------------------- | ------------------- | --------------------- |
| 1993 | Boris Becker        | Goran Ivanišević    | 7–6(4), 4–6, 7–5      |
| 1994 | Stefan Edberg       | Paul Haarhuis       | 6–3, 6–2              |
| 1995 | Stefan Edberg       | Magnus Larsson      | 7–6(4), 6–1           |
| 1996 | Petr Korda          | Younes El Aynaoui   | 7–6(5), 2–6, 7–6(5)   |
| 1997 | Jim Courier         | Tim Henman          | 7–5, 6–7(5), 6–2      |
| 1998 | Petr Korda          | Fabrice Santoro     | 6–0, 6–3              |
| 1999 | Rainer Schüttler    | Tim Henman          | 6–4, 5–7, 6–1         |
| 2000 | Fabrice Santoro     | Rainer Schüttler    | 3–6, 7–5, 3–0 feladta |
| 2001 | Marcelo Ríos        | Bohdan Ulihrach     | 6–3, 2–6, 6–3         |
| 2002 | Younes El Aynaoui   | Félix Mantilla      | 4–6, 6–2, 6–2         |
| 2003 | Stefan Koubek       | Jan-Michael Gambill | 6–4, 6–4              |
| 2004 | Nicolas Escudé      | Ivan Ljubičić       | 6–3, 7–6(4)           |
| 2005 | Roger Federer       | Ivan Ljubičić       | 6–3, 6–1              |
| 2006 | Roger Federer       | Gaël Monfils        | 6–3, 7–6(5)           |
| 2007 | Ivan Ljubičić       | Andy Murray         | 6–4, 6–4              |
| 2008 | Andy Murray         | Stanislas Wawrinka  | 6–4, 4–6, 6–2         |
| 2009 | Andy Murray         | Andy Roddick        | 6–4, 6–2              |
| 2010 | Nyikolaj Davigyenko | Rafael Nadal        | 0–6, 7–6(8), 6–4      |
| 2011 | Roger Federer       | Nyikolaj Davigyenko | 6–3, 6–4              |
| 2012 | Jo-Wilfried Tsonga  | Gaël Monfils        | 7–5, 6–3              |
| 2013 | Richard Gasquet     | Nyikolaj Davigyenko | 3–6, 7–6(4), 6–3      |
| 2014 | Rafael Nadal        | Gaël Monfils        | 6–1, 6–7(5), 6–2      |
| 2015 | David Ferrer        | Tomáš Berdych       | 6–4, 7–5              |
| 2016 | Novak Đoković       | Rafael Nadal        | 6–1, 6–2              |

### Páros
| Év   | Győztesek                              | Ellenfelek                            | Eredmény       |
| ---- | -------------------------------------- | ------------------------------------- | -------------- |
| 1993 | Boris Becker Patrik Kühnen             | Shelby Cannon Scott Melville          | 6–2, 6–4       |
| 1994 | Olivier Delaître Stephane Simian       | Shelby Cannon Byron Talbot            | 6–3, 6–3       |
| 1995 | Stefan Edberg Magnus Larsson           | Andrej Olhovszkij Jan Siemerink       | 7–6, 6–2       |
| 1996 | Mark Knowles Daniel Nestor             | Jacco Eltingh Paul Haarhuis           | 7–6, 6–3       |
| 1997 | Jacco Eltingh Paul Haarhuis            | Patrik Fredriksson Magnus Norman      | 6–3, 6–2       |
| 1998 | Mahes Bhúpati Lijendar Pedzs           | Olivier Delaître Fabrice Santoro      | 6–4, 3–6, 6–4  |
| 1999 | Alex O'Brien Jared Palmer              | Piet Norval Kevin Ullyett             | 6–3, 6–4       |
| 2000 | Mark Knowles Makszim Mirni             | Alex O'Brien Jared Palmer             | 6–3, 6–4       |
| 2001 | Mark Knowles Daniel Nestor             | Juan Balcells Andrej Olhovszkij       | 6–3, 6–1       |
| 2002 | Donald Johnson Jared Palmer            | Jiří Novák David Rikl                 | 6–3, 7–6(5)    |
| 2003 | Martin Damm Cyril Suk                  | Mark Knowles Daniel Nestor            | 6–4, 7–6(8)    |
| 2004 | Martin Damm Cyril Suk                  | Stefan Koubek Andy Roddick            | 6–2, 6–4       |
| 2005 | Albert Costa Rafael Nadal              | Andrei Pavel Mihail Juzsnij           | 6–3, 4–6, 6–3  |
| 2006 | Jonas Björkman Makszim Mirni           | Christophe Rochus Olivier Rochus      | 2–6, 6–3, 10–8 |
| 2007 | Nenad Zimonjić Mihail Juzsnij          | Martin Damm Lijendar Pedzs            | 6–1, 7–6(3)    |
| 2008 | Philipp Kohlschreiber David Škoch      | Jeff Coetzee Wesley Moodie            | 6–4, 4–6, 11–9 |
| 2009 | Marc López Rafael Nadal                | Daniel Nestor Nenad Zimonjic          | 4–6, 6–4, 10–8 |
| 2010 | Guillermo García López Albert Montañés | František Čermák Michal Mertiňák      | 6–4, 7–5       |
| 2011 | Marc López Rafael Nadal                | Daniele Bracciali Andreas Seppi       | 6–3, 7–6(4)    |
| 2012 | Filip Polášek Lukáš Rosol              | Christopher Kas Philipp Kohlschreiber | 6–3, 6–4       |
| 2013 | Christopher Kas Philipp Kohlschreiber  | Julian Knowle Filip Polášek           | 7–5, 6–4       |
| 2014 | Tomáš Berdych Jan Hájek                | Alexander Peya Bruno Soares           | 6–2, 6–4       |
| 2015 | Juan Mónaco Rafael Nadal               | Julian Knowle Philipp Oswald          | 6–3, 6–4       |
| 2016 | Feliciano López Marc López             | Alexander Peya Philipp Petzschner     | 6–4, 6–3       |